# Kiryat Ekron
Kiryat Ekron (en hébreu : קִרְיַת עֶקְרוֹן, en arabe : كريات عكرون) est une ville située sur la plaine côtière dans le district central d'Israël, au sud de la ville de Rehovot, sur la route 411 à côté de la Bilu Junction. En 2014, la population de la ville était de 10 699 habitants.

## Histoire
Kiryat Ekron a été fondée en 1948, Kfar Ekron, sur le site du village arabe de Aqir, et a été nommé d'après la Bible Ekron, une grande ville philistine qui existait autrefois à proximité de Tel Mikné. Après la guerre, les nouveaux immigrants du Yémen et de Bulgarie se sont installés dans les maisons restantes. En novembre 1948, deux ma'abarot ont été établis sur les terres du village; la ma’abarah Aqir et la ma’abarah Guivat-Brener. En 1953, le ma’abarah Aqir a été officiellement intégrée à Kfar Ekron, suivie par la ma’abarah ivat Brenner en 1955. De 1954 à 1963, Kfar Ekron appartenait au conseil régional de Givat Brenner. En 1963, le nom de la ville a été changé en Kiryat Ekron, et il est devenu un conseil local indépendant.
Les tentatives d'union de Kiryat Ekron avec d'autres grandes communes de Rehovot en 2003 ont échoué après la protestation des résidents de la ville, comme la tentative d'union de la municipalité de Kiryat Ekron avec celle de la ville de Mazkeret Batya, en raison de l'opposition des résidents d'une plus petite ville la même année (Mazkeret Batya a été initialement appelé Ekron, lors de sa création en 1880, son nom a été changé pour Mazkeret Batya en 1887).

## Économie
Le plus grand centre commercial d'Israël - "Centre Bilu" est situé à Kiryat Ekron. Le centre a été construit à la fin des années 1990 sur des terres qui étaient autrefois agricoles, en particulier les plantations d'agrumes.

## Résidents remarquables
- Dudu Aharon, musicien

## Jumelages
Kiryat Ekron est jumelée avec:
- Bussy-Saint-Georges, France
- Akron, Ohio, États-Unis